# Polemos
Polemos - časopis za interdisciplinarna istraživanja rata i mira hrvatski je znanstveni časopis.

## Povijest
Polemos su 1998. godine počeli izdavati Hrvatsko sociološko društvo i nakladnička kuća Jesenski i Turk iz Zagreba. Časopis izlazi dva puta godišnje, a prema potrebi i češće. Glavni urednik je Mirko Bilandžić.

## Sadržaj
Polemos je neovisni, nevladin interdisciplinarni i multidisciplinarni akademski časopis. Objavljuje radove iz područja sigurnosnih studija, ratnih istraživanja i vojske u njihovim sociološkim, psihološkim, antropološkim, filozofskim, ekonomskim, demografskim, medicinskim, političkim i vojno-povijesnim perspektivama.
Bavi se vojno-relevantnim fenomenima i pitanjima, vojnoj organizaciji i institucijama, civilno-vojnim odnosima, strategijskim problemima, kontroli naoružanja, mirovnim operacijama, rješavanju konflikata, međunarodnim odnosima, međunarodnim i regionalnim obrambenim mehanizmima i vojnom poviješću.
Cilj mu je poticanje javne diskusije i slobodnog dijaloga između vojnih i civilnih stručnjaka o pitanjima vojne i sigurnosne tematike, kako bi se uklonila različita nasljeđa totalitarizma i pojačao razvoj demokracije. Uredništvo teži međunarodnoj razmjeni ideja iz domene rata, strategije, vojske, sigurnosti i drugih povezanih istraživanja, te promoviraju i uključivanju tih istraživanja u okvire društvenih znanosti i njihovih logika i metodologija.

## Vanjske poveznice
Mrežna mjesta
- Polemos  Arhivirana inačica izvorne stranice od 11. ožujka 2016. (Wayback Machine), službeno mrežno mjesto
- Polemos na Hrčku
- Goran Koletić, Bibliografija radova u casopisu "Polemos - časopis za interdisciplinarna istraživanja rata i mira", Polemos, 31/2013., Hrčak